# 専門雑誌
専門雑誌（せんもんざっし）とは、ある特定の専門分野についての論文や記事などで誌面が構成される雑誌である。
一般書店で販売されるものもあるが、定期購読や通信販売などで頒布されたり、学会や研究会などを通じて所属会員に頒布されるものも多い。専門図書館では当該分野の専門雑誌を積極的に収集・所蔵している。
本項では以下、専門雑誌の一覧について記述する。

## 政治雑誌
- 中央公論 - 中央公論新社
- 文藝春秋

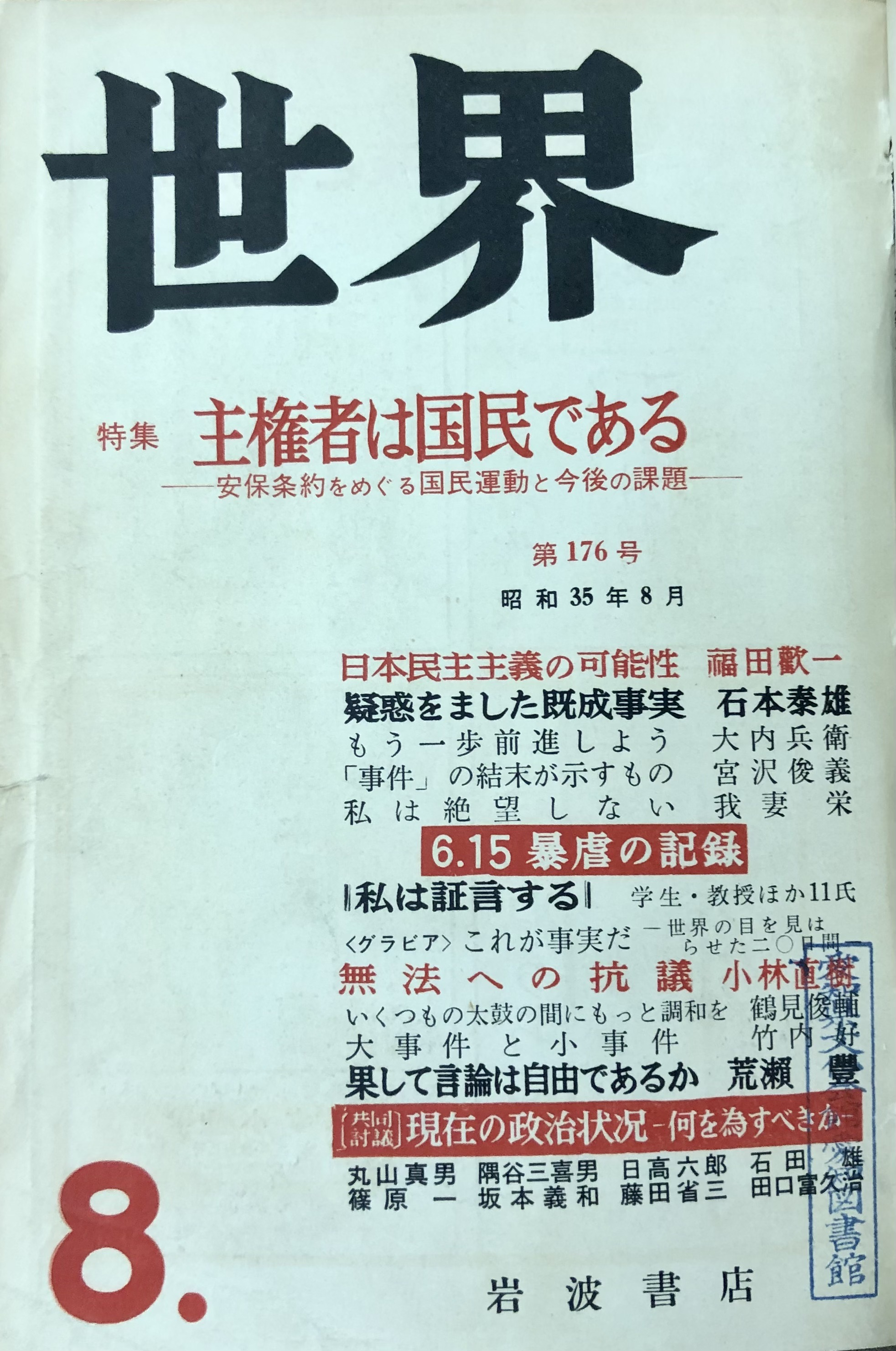
『世界』1960年8月号

- 新潮45 - 新潮社（旧名「新潮45+」）
- THEMIS - テーミス
- リベラルタイム - リベラルタイム出版社
- インパクション（インパクト出版会）
- 選択（選択出版）
- 世界（岩波書店）
- 正論（産経新聞社）
- 自由民主(休刊)
- 前衛（日本共産党中央委員会機関紙局）
- WiLL
- 潮 - 潮出版社
- Voice (雑誌)
- レファレンス (雑誌) - 国立国会図書館調査及び立法考査局
- 調査と情報 - 国立国会図書館調査及び立法考査局

### 日本国外で発行しているもの
- フォーリン・アフェアーズ
- Stern (magazine) - Gruner + Jahr(1948-)
- Der Spiegel - SPIEGEL-Verlag
- Monocle (magazine) -
- 青年文摘 - 中国青年出版總社(1981-)
- 新華月報 - (1949-)
- PAPER - 韓国の総合誌
- 新東亜 - 韓国の総合誌
- Novoe Vremia - ロシアの総合誌
- Itogi - ロシアの総合誌

## 外交、各国事情
- 外交フォーラム - 都市出版 (2010年休刊)
- 外交 (雑誌) - 外務省 （2010-)
- 海外事情 - 拓殖大学海外事情研究所
- 国際問題 (雑誌) - 日本国際問題研究所（2005年より電子化、1960-）
- フォーサイト (雑誌)（新潮社）
- 月刊インド - 日印協会
- 日本と台湾 - 日台関係研究会 (1995 - )
- ふらんす（白水社、1928 - ）
- France japon info - 在日フランス大使館広報部 (2003 - )
- アメリカ学会会報 - アメリカ学会 (1966 - ) 季刊
- アメリカ法 (雑誌) - 日米法学会 半年刊
- ラテンアメリカ史研究会会報 - ラテンアメリカ史研究会 (1986 - )
- ラテンアメリカ論集 - ラテン・アメリカ政経学会、年刊
- ラテンアメリカレポート - アジア経済研究所研究支援部 (1984 - )、季刊
- ラテンアメリカ時報 - ラテン・アメリカ協会（吸収前誌「ラテン・アメリカ経済」）
- 東南アジア研究 - 京都大学東南アジア地域研究研究所 (1963 - )
- BON VOYAGE -
- Africa - アフリカ協会 (1961 - )
- 季刊アラブ - 日本アラブ協会 (1964 - )
- 中国news : 中国新聞週刊日本版 - 日中通信社 (2007 - )
- 中東研究 - 中東調査会

## 経済雑誌
- 業界地図
- 週刊エコノミスト（毎日新聞社）
- 週刊東洋経済（東洋経済新報社）
- 週刊ダイヤモンド（ダイヤモンド社）
- 日経ビジネス（日経BP社）
- 経済セミナー
- 財界
- 経済界
- 週刊金融財政事情
- フィナンシャルジャパン
- アントレ（リクルート）
- 起業塾
- 経営塾
- Wedge
- ファイナンス (雑誌)
- フィナンシャル・レビュー - 財務省財務総合政策研究所（1986-）
- 月刊国民生活 - 国民生活センター（1946-）
- にちぎん - 日本銀行情報サービス局（旧名「貯蓄時報」→「貯蓄と経済」「にちぎんquarterly」→「にちぎんクオータリー」、季刊、1949-）
- 国際金融 (雑誌) - 外国為替貿易研究会（継続前誌「外国為替」、1950-）
- みずほ産業調査 - みずほコーポレート銀行産業調査部（旧名「興銀調査月報」→「興銀調査」、1956-）
- 経済trend - 日本経済団体連合会（旧名「経団連月報」→「Keidanren」、1953-）
- METI journal - 経済産業省大臣官房（旧名「通産ジャーナル」→「経済産業ジャーナル」1967-）
- 公正取引 (雑誌) - 公正取引協会（1950-）
- 労政ジャーナル - （旧名「労働ジャーナル」）
- 頭で儲ける時代 - あいであ・らいふ（1974-2008）

### 日本国外に特化したもの
- The Economist（イギリス）
- Fortune（アメリカ合衆国）
- Forbes
- Bloomberg Businessweek -
- Industry week - Penton Media(1970-)
- ジェトロセンサー - 日本貿易振興機構（旧名「海外市場」）
- アジア経済 - 日本貿易振興機構アジア経済研究所研究支援部（1960-）
- アフリカレポート - 日本貿易振興機構アジア経済研究所研究支援部（1985-2010）
- 現代の中東 - アジア経済研究所研究支援部（1986-2010）
- アジ研ワールド・トレンド - 日本貿易振興機構アジア経済研究所研究支援部（1995年、「アジ研ニュース」と「アジアトレンド」を合併し創刊）
- 国際開発ジャーナル - 国際開発ジャーナル社
- ロシアNIS調査月報 - ロシアNIS貿易会（旧名「ロシア東欧貿易調査月報」、1956-）
- Monthly Bulletin of Statistics - 国際連合（略称MBS,月刊 リンク）
- アジア・マーケットレヴュー - 重化学工業通信社
- ENN-net - 重化学工業通信社

## マスコミ
- 新聞研究 - 日本新聞協会
- NIEニュース - 日本新聞協会、季刊
- 新聞技術 - 日本新聞協会技術委員会、季刊（旧名「新聞印刷技術」、1957-）
- 新聞協会報 - 日本新聞協会、週刊
- 月刊マスコミ市民（NPO法人マスコミ市民フォーラム）
- マスコミ倫理 - マス・コミュニケーション倫理懇談会全国協議会
- マス・コミュニケーション研究 - 日本マス・コミュニケーション学会（継続前誌「新聞学評論」1952-）
- ジャーナリスト (雑誌) - 日本ジャーナリスト会議
- Journalism - 朝日新聞社ジャーナリスト学校（旧名「調研室報」→「朝日総研リポート」→「AIR21」、1973-）
- 総合ジャーナリズム研究 - 東京社（1964-）
- 新文化 - 新文化通信社 週刊（1950-）
- 広報IRインテリジェンス - ジェイ・デック 季刊（継続前誌「Ad intelligence」→「アドインテリジェンス」→「アド広報インテリジェンス」、1982-）

### 評論を主体としないもの
- 月刊メディア・データ - メディア・リサーチ・センター（1969-）
- 調査情報（TBSメディア総合研究所）
- 出版月報 - 全国出版協会出版科学研究所（1959-）
- 出版ニュース - 出版ニュース社（継続前誌「新刊弘報」→「出版弘報」1943-）

## 教育
- 学校事務 (雑誌) - 学事出版（1950-）
- 月刊私塾界 - 全国私塾情報センター(1981-)

## 科学雑誌

### 学術全般
- 学術の動向 - 日本学術協力財団（継続前誌「日本学術会議月報」1960-）
- 科学技術動向 - 文部科学省科学技術政策研究所科学技術動向研究センター（2001-）
- 学術月報 - 日本学術振興会（1948-2008）
- JST News - 科学技術振興機構（2004-）

#### 日本国外で発行
- 科技中国

### 地質学
- 地質ニュース
- 自然災害科学 - 日本自然災害学会(1982-)
- 活断層研究 - 日本活断層学会(1985-)
- 物理探査 (雑誌) - 物理探査学会、隔月刊（継続前誌「物理探鉱」、1948-）
- 情報地質 (雑誌) - 日本情報地質学会、年2回刊（1975-）

### 地図
- 地図中心 - 日本地図センター（継続前誌「地図センターニュース」→「地図ニュース」、1972-）

### 化学、化学産業
- 現代化学 (雑誌)
- 化学
- Nature Chemistry
- 化学工業 (雑誌)
- 化学経済
- ファインケミカル (雑誌) - シーエムシー出版（1972-）
- ケミカルエンジニヤリング - 化学工業社(1955-)
- Chemical report : Marketing report - 富士キメラ総研
- プラスチックスエージ - 日本工業出版
- 強化プラスチックス (雑誌) - 強化プラスチック協会（1955-）
- 化学装置 (雑誌)
- 未来材料
- 油脂 (雑誌) - 幸書房
- 有機合成化学 (雑誌) - 有機合成化学協会
- 紙パ技協誌 - 紙パルプ技術協会
- 紙パルプ技術タイムス - テックタイムス
- 印刷界 - 日本印刷新聞社
- 工業塗装 (雑誌) - 塗料報知新聞社 隔月刊
- 塗装と塗料 - 塗料出版社
- 塗装技術 (雑誌) - 理工出版社（1962-）
- ラバーインダストリー - ポスティコーポレーション（1965-）
- プラスチックスインフォワールド - アーイン社（1999-2010）
- Polyfile (雑誌) - 大成社（継続前誌「ポリマーの友」1964-）
- 香料 (雑誌) - 日本香料協会(1947-)

### 繊維関係
- 繊維科学 (雑誌) - 日本繊維センター（1959-）
- 加工技術 (雑誌) - 繊維社（1966-）
- 不織布情報 - 不織布情報
- せんい (雑誌) - 繊維機械学会誌（「繊維機械学会誌」→「繊維工学」、1948-）
- Fiber : Sen-i Gakkai - 繊維学会（継続前誌「繊維学会誌」、1944-）
- 繊維トレンド - 東レ経営研究所 隔月刊（2000-）
- 繊維製品消費科学 - 日本繊維製品消費科学会（1960-）
- シルクレポート - 大日本蚕糸会蚕糸・絹業提携支援センター（2008-）
- 日本紡績月報 - 日本紡績協会 隔月刊（1946-2010）

### 生物学、生物関係産業
- 生物科学
- 生物の科学 遺伝
- 細胞工学 (雑誌) - 学研メディカル秀潤社
- BIO INDUSTRY シーエムシー出版
- バイオサイエンスとインダストリー - （旧名醗酵協会誌→発酵と工業。1978年石油と微生物を吸収合併）

## 歴史雑誌
歴史雑誌は、大別すると学術雑誌の形態に近いもの（日本の場合『史学雑誌』・『日本歴史』）と、一般向けの歴史専門誌（『歴史読本』『歴史群像』『歴史街道』『歴史人』）等に分かれているが、両者の垣根は曖昧である。
日本を例にとると、前者にも歴史ポップカルチャーの一つNHK大河ドラマ特集がしばしば掲載される上、後者にも学術論文・学術書の紹介・学会報告がしばしば掲載される例がある。これは歴史雑誌が複数発行されている国では一般大衆が古くから歴史を好んでおり、ある程度学術的な内容でも理解出来、商業出版として成立し得る市場を形成している為発生する現象である。また、医学など他の分野に比べると開放的（専門資格を取得せずとも雑誌投稿等の形で参入が容易）であり、海音寺潮五郎・陳舜臣のように在野にありながら長年史論を発表し続けた人物も存在する。小和田哲男・今谷明のように、学術系、一般系の両方の雑誌に記事を書く歴史学者も存在する。その他古代史にセグメント化された雑誌として、邪馬台国 (雑誌)なども存在する。
- 史学雑誌 学術雑誌に近い。
- 日本歴史  同上
- 歴史群像 一般向けだが、歴史学者の執筆する記事も多い。
- 歴史街道 (雑誌) 一般向け。ただし学術書の紹介は多い。
- 歴史読本 一般向けだが、歴史学者の執筆記事が大半を占めることがある。学会報告も若干掲載。
- 歴史人 一般向け
- 歴史道 -朝日新聞出版（2018-）
- 歴史探訪 -ホビージャパン（2019-）
- 歴史通 政治雑誌の別冊から派生。保守系の近現代史が主
- 歴史REAL 一般向け、学会動向も掲載されていた
- 歴史と人物 - (1970-1986)
- 歴史評論 (雑誌) - 校倉書房(1946-)
- 歴史学研究 (雑誌) - 青木書店(1933-)
- 西洋史学
- 国際政治 (雑誌)
- 軍事史学
- 鉄道史学
- 科学史研究 - 岩波書店（季刊）
- 邪馬台国 (雑誌) - 梓書院
- 東アジアの古代文化 - 大和書房(1974-2009)
- 考古学（雑誌） - 雄山閣
- 月刊考古学ジャーナル - ニュー・サイエンス社(1966-)
- 古代文化 (雑誌) - 古代学協会(1957-)

### 日本国外発行
- BBC History - BBC
- Historia - Sophia Publications(1909-)
- Revue des annales - フランスの歴史雑誌。叢書『アナール1929-2010』として日本語抄訳が藤原書店より刊行
- 歴史研究 - 中國歴史問題研究委員會(1954-)

## 社会学、社会科学
- 社會科學研究 - 東京大学社会科学研究所紀要（1948-）
- 大原社会問題研究所雑誌 - （旧名「法政大学大原社会問題研究所資料室報」→「研究資料月報」→「研究資料月報」、1953-）

## 仏教雑誌
- 霊園ガイド
- 印度学仏教学研究
- 日本仏教学会年報
- 大法輪
- 月刊住職
- サンガジャパン
- 寺族春秋
- 在家仏教
- 曹洞宗報

## 運輸・物流
- 運輸と経済 - 運輸調査局
- 運輸政策研究 - 運輸政策研究機構
- Logi biz - ライノス・パブリケーションズ
- 流通設計21 - 輸送経済新聞社
- Cargo (雑誌)
- コンパス (雑誌) - 海事プレス社
- 輸送展望（～2002） - 日通総研
- Marine (雑誌)
- 内航海運 (雑誌)
- 国民経済雑誌 - 神戸大学経済経営学会
- 流通とシステム - 流通システム開発センター（1974-）
- 産業立地 - 日本立地センター
- 共有船 (雑誌) - 海交新社（旧名「月刊公団船」）
- 日貨協連 - 日本貨物運送協同組合連合会（1965-）
- ロジスティクスシステム - 日本ロジスティクスシステム協会、隔月刊（1992-）
- 水路 (雑誌) - 日本水路協会（1972-）
- マテリアルフロー - 流通研究社（旧名「生産と運搬」→「無人化技術」1960-）
- 海運 (雑誌) - 日本海運集会所
- 物流情報 (雑誌) - 日本物流団体連合会 季刊
- 流通ネットワーキング - 日本工業出版
- 港湾荷役 - 港湾荷役機械システム協会 年3回刊
- 港湾 (雑誌) - 日本港湾協会

### 海洋
- Kanrin - 日本船舶海洋工学会誌
- 海技研ニュース船と海のサイエンス - 海上技術安全研究所
- 海と安全
- 海洋産業研究会報 - 海洋産業研究会事務局（途中「海洋産業研究資料」を吸収、1969-）
- 船と海上気象 - 気象庁 年3回刊（1957-）
- 海の研究 - 日本海洋学会、隔月刊（旧名「日本海洋学会誌」より分割、1942-）
- Journal of oceanography - 日本海洋学会、隔月刊（旧名「日本海洋学会誌」より分割、1942-）

## 土木関係雑誌
- 土木施工
- ダム日本
- 土木技術 (雑誌)
- 建設業界 (雑誌)
- 建設界
- 建設グラフ - 自治タイムス社（1991-）
- 国土交通（省庁統合で国土建設、トランスポートを合併）
- 道路建設 (雑誌)
- 高速道路と自動車
- トンネルと地下
- 用地ジャーナル
- 建設の機械化
- 建設機械 (雑誌) - 日本工業出版
- コンクリート工学 (雑誌) - 技報堂（継続前誌「コンクリートジャーナル」、1963-）
- Menshin (雑誌) - 日本免震構造協会、季刊（1993-）
- 作業船 (雑誌)
- 日本鉄道施設協会誌
- 土と基礎
- 基礎工 (雑誌) - 総合土木研究所
- 日本地すべり学会誌
- 土木学会誌
- 建設電気技術. 技術集 - 建設電気技術協会、年刊（継続前誌「建設電気技術」、1968-）
- 積算資料
- 月刊建設工事の動き - 日刊建設通信新聞社（1959-）
- 月刊建設 - 全日本建設技術協会（1957-）
- 自転車・バイク・自動車駐車場パーキングプレス - サイカパーキング（「パーキングプレス」と「自転車・バイク駐車場」を合併、2010-）
- JAGREE information - 農業土木事業協会、年2回刊（継続前誌「農業土木事業協会会誌」、1970-）
- 建設マネジメント技術 - 経済調査会（継続前誌「積算資料特別速報」→「積算技術」）
- 日経コンストラクション

### 日本国外で発行
- Building Design+Construction -
- Construction Business Owner - Cahaba Media Group, Inc.、月刊（アメリカ合衆国、2004-、アーカイブあり）
- World cement - Palladian Publications Ltd、月刊（イギリス）
- Equipment World Magazine - Randall-Reilly Publishing Co.、月刊（アメリカ合衆国）
- CE News Magazine - ZweigWhite、月刊（アメリカ合衆国）

## 建築関係雑誌
- 建築雑誌 (雑誌)
- 新建築
- 新建築住宅特集 - 新建築社
- GA JAPAN
- 住宅建築 (雑誌) - 建築資料研究社
- 住宅と木材 - 日本住宅・木材技術センター（1978-）
- 商店建築 (雑誌) - 商店建築社(1956-)
- 鉄道建築ニュース
- 公共建築ニュース - 公共建築協会（継続前誌「営繕ニュース」、1969-）
- ビルデイングレター - 日本建築センター（1967-）
- 建材フォーラム - 工文社
- 建材試験情報 - 建材試験センター
- 月刊建築仕上技術 - 工文社
- 月刊スマートハウス - アスクラスト
- 建設工事と配管工事 - 日本工業出版
- 住まいと電化 - 日本工業出版
- Confort (雑誌) - 建築資料研究社（1990-）
- 建築ジャーナル - 建築ジャーナル（継続前誌「中部建築ジャーナル」）
- 建築と社会 - 日本建築協会（1920-）
- 建築知識 - エクスナレッジ（1959-）
- 厨房 (雑誌) - 日本厨房機器工業会（旧名「厨工会報」、1964-）
- 設備と管理 - オーム社（1967-）
- Sumai no sekkei - 扶桑社(継続前誌「新しい住まいの設計」、1960-)
- モダンリビング - アシェット婦人画報社(1951-)
- 日経アーキテクチュア
- a+u
- Abitare (magazine) -

### 家具
- 月刊近代家具 - 近代家具出版
- World of Interiors

## エネルギー関係雑誌
- エネルギーフォーラム
- Business i. ENECO（旧名月刊エネルギー）
- エネルギーレビュー - エネルギーレビューセンター（1981-）
- エネルギー経済 - 日本エネルギー経済研究所 季刊
- エネルギー・資源 - エネルギー・資源学会、隔月刊（1980-）
- 火力原子力発電 - 火力原子力発電技術協会
- アトモス - 日本原子力学会
- 発電水力（～1977）
- 電力土木 - 電力土木技術協会
- 原子力eye - 日刊工業新聞社（継続前誌「原子力工業」、1955-2011）
- 海外電力 - 海外電力調査会
- EG : Electricity and gas - 経済産業調査会（継続前誌「電気とガス」、1951-）
- 月刊OHM - オーム社
- エネルギーと動力 - 日本動力協会、季刊（継続前誌「動力」、1951-）
- JAEAニュース - 日本原子力研究開発機構 （2005-）
- Plutonium (雑誌) - 原子燃料政策研究会（1993-）
- 核物質管理センターニュース - 核物質管理センター（1985-）
- NIFS news - 自然科学研究機構核融合科学研究所、隔月刊（旧名「核融合科学研究所news」1989-）
- 天然ガス (雑誌) - 天然ガス工業会
- 旬刊セキツウ - セキツウ 旬刊
- LPガス (雑誌) - 産業報道出版
- 石油産業 (雑誌) - 産業時報社
- 日本ガス協会誌 - 日本ガス協会 隔月刊
- 時報PV+ - エネルギージャーナル社
- JETI : Japan energy & technology intelligence - 幸書房（「石油と石油化学」に「石油文化」を合併、1957-）
- 高圧ガス (雑誌) - 高圧ガス保安協会（1964-）
- スマートグリッド (雑誌) - 大河出版
- FAPIG - 第一原子力産業グループ事務局、年3回刊（1957-）
- 地熱技術 (雑誌) - 地熱技術開発（1975-）
- 産業と電気 - 関西電気協会（-2009）
- 新エネルギー新報 - 重化学工業通信社 半月刊（「Eco vision」、「High-tech news」を合併、2010-）
- LPガスプラント - 日本エルピーガスプラント協会（1964-）

### 日本国外発行
- POWER Magazine - TradeFair Group、月刊（アメリカ合衆国、創刊1882-、電子版 アーカイブ あり）。
- Power Engineering - PennWell Corporation、月刊(アメリカ合衆国、継続前誌Power Plant Engineering→Power generation 創刊1896-)
- Electric Light and Power - （アメリカ合衆国、創刊1922-）
- Nuclear Power International Digital Magazine - PennWell Corporation（略称NPI、アメリカ合衆国、電子版のみ）
- The Oil & Gas Journal - PennWell Corporation、月刊（アメリカ合衆国、創刊1902-）
- Power & Energy - GDS Publishing（アメリカ合衆国、同社ウェブサイトにて電子版を刊行）
- Energy Tribune - 月刊（アメリカ合衆国、電子版と 冊子版 を併行して発行）
- Electric Energy Magazine - Jaguar Media Inc.、年6回刊
- Nuclear Technology - American Nuclear Society
- Nuclear Science and Engineering - American Nuclear Society、年9回刊(1956-)
- Nuclear Plant Journal - EQES, Inc.、隔月刊(アメリカ合衆国 1983-)
- Nuclear Engineering and Design - Elsevier B.V.、月刊(オランダ、継続前誌Nuclear Structural Engineering 1965-)
- IEEE power & energy magazine - IEEE、隔月刊(アメリカ合衆国、継続前誌IEEE Power Engineering Review 1981-)
- Nuclear future : journal of the British Nuclear Energy Society and the Institution of Nuclear Engineers - S & K Pub.、隔月刊（イギリス、継続前誌Combustion Boiler House and Nuclear Review→Nuclear Energy→The nuclear engineer）
- Ядерна фiзика та енергетика(Nuclear physics and atomic energy) - Institut iadernikh doslidzhen' NAN Ukraini、半年刊(2006-、バックナンバーの一部を公開)
- Annals of Nuclear Energy - Pergamon Press、年18回刊（イギリス、継続前誌Journal of Nuclear Energy. Pt. A, Reactor Science→Journal of Nuclear Energy. Pts. A/B, Reactor Science and Technology→Journal of Nuclear Energy→Annals of Nuclear Science and Engineering、1958-）
- ENS News - Europian nuclear society、季刊（バックナンバーの一部を公開）
- World Oil - Gulf Publishing Company (アメリカ合衆国 創刊1916-)
- Atom - AEA Technology、隔月刊(-1992)
- Pipeline & Gas Journal - Petroleum Engineer Pub. Co.、月刊(アメリカ合衆国、Pipeline EngineerとAmerican Gas Journalを合併)

## 強電・電気工事
- 電機 (雑誌) - 日本電機工業会
- 新電気 - オーム社
- 電気協会報 - 日本電気協会
- 電気情報 (雑誌) - 電気情報社
- 電力・工事マンスリー - 関東電気協会（継続前誌「電気工事の友」、1948-）
- 工事と受験 - 電気書院
- 電設資材 - 電設出版
- 電気現場技術 - 電気情報社（継続前誌「電気現場新技術」、1962-）
- 電気技術者 - 日本電気技術者協会（1955-）
- 電気技術 (雑誌) - 逓試社、月刊（1925-）
- 電気技術 (雑誌) - オーム社、季刊（1957-2003）
- 電気時報 - 電気時報社（1955-1991）

## 水
- 工業用水 (雑誌) - 日本工業用水協会（1955-）
- 用水と廃水 - 産業用水調査会(1959-)

## 環境関係雑誌
- Ecoレポート - 統計研究会内外経済情勢懇談会、3月1回刊（1994-）
- 月刊地球環境（旧名PPM）
- 騒音制御
- 日本音響学会誌
- 月刊環境ビジネス
- 月刊廃棄物 - 日報アイ・ビー
- 環境管理技術 - 環境管理技術研究会
- 環境管理 (雑誌) - 産業環境管理協会編（旧名「産業公害」）
- 環境の管理 - 日本環境管理学会
- 環境浄化技術 - 日本工業出版
- 環境と公害 - 岩波書店（継続前誌「公害研究」1971-）
- 都市と廃棄物 - 環境産業新聞社（1971-）
- 環境施設 (雑誌) - 公共投資ジャーナル社（「日本用水」→「水の処理」と「固体廃物」を合併、1980-）
- 資源環境対策 - 環境コミュニケーションズ(1992-)
- 地球温暖化 (雑誌) - 日報アイ・ビー 隔月刊(「月刊廃棄物」の増刊から独立。継続前誌「Earth guardian」→「EG」→「アース・ガーディアン」、2003-)
- 都市環境エネルギー - 都市環境エネルギー協会(継続前誌「地域冷暖房」、1993-)
- 人間と環境 - 日本環境学会 年3回刊(1975-)
- 清流青湖 - 日本の水をきれいにする会(「川とみずうみ」の改題)
- E-contecture - 日報アイ・ビー 隔月刊(「月刊廃棄物」の増刊から独立。2004-)
- 環境法研究 - 有斐閣(1974-)
- 環境儀 - 国立環境研究所(2001-)
- 地球環境 (雑誌) - 国際環境研究協会 年2回刊(1996-)
- 生活と環境 - 日本環境衛生センター(1956-)
- 環境と測定技術 - 日本環境測定分析協会（継続前誌「日環協ニュース」、1974-）
- 日経エコロジー

## 機械関係
- 産業機械 (雑誌) - 日本産業機械工業会
- 工作機械 (雑誌) - 日本工作機械工業会 隔月刊（旧名「工作機械ニュース」、1978-）
- 真空ジャーナル - 日本真空工業会教育委員会出版小委員会 隔月刊（旧名「JVIA : Japan Vacuum Industry Association」）
- エレベータ界 - 日本エレベータ協会 季刊（1966-）
- SEAJ journal - 日本半導体製造装置協会 隔月刊（継続前誌「日本半導体製造装置協会会報」→「SEAJ quarterly」、1986-）
- 機械設計 - 日刊工業出版プロダクション
- 設計工学 (雑誌) - 日本設計工学会誌（継続前誌「設計・製図」、1966-）
- 図学研究 (雑誌) - 日本図学会
- 工業材料 - 日刊工業新聞社
- 機械と工具 - 日本工業出版
- 月刊ねじの世界 - ねじの世界社
- 機械技術 - 日刊工業新聞社
- 機械の研究 - 養賢堂(1949-)
- マシニングコア - エルエルアイ出版（「木工機械グラフ」を引き継ぎ、1969-）
- ボイラ研究 - 日本ボイラ協会
- 配管技術 - 日本工業出版
- 配管技術研究協会誌 - 季刊（「配管と装置」→「配管技術研究協会誌」→「配管・装置・プラント技術」、当初月刊、1961-）
- 圧力技術 (雑誌) - 日本高圧力技術協会（「高圧力」を改題、1963-）
- ターボ機械 - ターボ機械協会
- 油空圧技術 - 日本工業出版
- バルブ技報 - 日本バルブ工業会、年3回刊（1986-）
- プレス技術 - 日刊工業新聞社
- 型技術 - 日刊工業新聞社
- 計測技術 (雑誌) - 日本工業出版
- 検査技術 (雑誌) - 日本工業出版
- クリーンテクノロジー - 日本工業出版
- 計装 (雑誌) - 工業技術社（1958-）
- 計装技術 - 日本計装工業会（継続前誌「計装工事」、1981-）
- ツールエンジニア - 大河出版
- 工場管理 (雑誌) - 日刊工業新聞社
- 生産財マーケティング - ニュースダイジェスト社
- ユニバーサルデザイン (雑誌) - ユーディ・シー
- 日仏工業技術 - 日仏工業技術会（1955-）
- Engineering business : ENB - エンジニアリング・ジャーナル社 半月刊（旧名「ザ・エンジニアリングビジネス」、1981-）
- M & E - 工業調査会(継続前誌「マシンデザイン」、1974-2010)
- 日経ものづくり

### 日本国外で発行
- Pumps & Systems Magazine - Cahaba Media Group, Inc.、月刊（アメリカ合衆国、2004-、アーカイブあり）

### 金属材料
- 材料と環境 - 腐食防食協会
- 金属 (雑誌) - アグネ技術センター
- まてりあ - 日本金属学会（継続前誌「日本金属学会会報」、1962-）
- ふぇらむ - 日本鉄鋼協会（継続前誌「鉄と鋼」、1915-）
- NICKEL誌 - ニッケル協会、年2-3回発行（2009年より電子化）
- 特殊鋼 (雑誌) - 特殊鋼倶楽部
- 耐火物 (雑誌) - 耐火物技術協会
- 鉱山 (雑誌) - 金属鉱山会、日本鉱業協会
- 軽金属 (雑誌) - 軽金属学会
- ベアリング (雑誌) - 日本ベアリング工業会
- 素形材 (雑誌) - 素形材センター（旧名「綜合鋳物」、1960-）
- 鐵の世界 - 日本金属通信社 季刊（1963-）
- 鋳造ジャーナル - 日本鋳造協会（2005-）
- 工業加熱 (雑誌) - 日本工業炉協会、隔月刊（継続前誌「電気炉」、1964-）
- 週刊金属 - 金属出版社 現在は月刊
- 鉛と亜鉛 - 日本鉱業協会鉛亜鉛需要開発センター 季刊（1964-）
- アルトピア (雑誌) - カロス出版（1970-）
- ある (雑誌) - 軽金属通信ある社（1965-1969まで「軽金属通信」）
- ばね (雑誌) - 日本ばね工業会、隔月刊（1975-）
- 金属資源レポート - 石油天然ガス・金属鉱物資源機構金属資源開発本部金属企画調査部 隔月刊
- BT monthly - 富士キメラ総研ビジネス・テクノロジー・オフィス（2007-）
- 熱処理 (雑誌) - 日本熱処理技術協会、隔月刊（1961-）
- Mst : 表面改質&表面試験・評価の技術情報誌、メカニカルテック社 隔月刊（2011-）
- 日経マーケット・アクセス - 日経BPコンサルティング（旧名「日経マーケット・アクセスレポート」1996-）
- チタン (雑誌) - 日本チタン協会、年4回刊（継続前誌「チタニウム・ジルコニウム」、1963-）
- 腐食センターニュース - 腐食防食協会、季刊（1993-）
- 採鉱と保安 - 白亜書房（1953-1988）

## 電気電子工学
- トランジスタ技術
- Interface
- デザインウェーブ
- 電子材料 (雑誌) - 工業調査会（1962-2010）
- Semiconductor FPD world - プレスジャーナル（「FPD intelligence」と「月刊Semiconductor world」を合併、2000-2010）
- Material stage - 技術情報協会（2001-）
- Nikkei microdevices - 日経BP社（旧名「日経マイクロデバイス」1985-2010）
- 機能材料 - シーエムシー出版（1981-）
- 電波受験界
- デジタルデザインテクノロジ
- RFワールド - CQ出版
- 画像ラボ - 日本工業出版
- 自動認識 (雑誌) - 日本工業出版
- 超音波TECHNO - 日本工業出版
- O plus E - アドコム・メディア（1976-）
- 光アライアンス - 日本工業出版
- 光技術コンタクト - 日本オプトメカトロニクス協会（継続前誌「光学技術コンタクト」）
- 映像情報industrial - 産業開発機構（2000年、「映像情報」を分割）
- 映像情報medical - 産業開発機構（2000年、「映像情報」を分割）
- 日経エレクトロニクス
- Electronic Journal - 電子ジャーナル（1994-）
- Marketing report. Electronics parts research - 富士キメラ総研（旧名「電子部品・材料リサーチレポート」）
- JEITA Review - 電子情報技術産業協会
- EMC (雑誌) - ミマツコーポレーション（継続前誌「電磁環境工学情報EMC」、1988-）

## 情報・通信関係誌
- 電子情報通信学会誌
- 情報処理学会誌
- ソフトウェア・テストpress - 技術評論社（季刊）
- Web + DB press - 技術評論社（隔月刊）
- Software design - 技術評論社（隔月刊）
- Web site expert - 技術評論社（隔月刊）
- Embedded software press - 技術評論社
- CG WORLD & digital video - ワークスコーポレーション
- Web designing - 毎日コミュニケーションズ
- ASCII.technologies - 角川グループパブリッシング
- TRONware - パーソナルメディア
- 情報科学リサーチジャーナル - 中部大学情報科学研究所、年刊（1994-）
- 日経コミュニケーション

### 通信業関連
- ITUジャーナル - 日本ITU協会（旧名「国際電気通信連合と日本」、1971-）
- 電気通信 (雑誌) - 電気通信協会（1938-）
- 情報通信ジャーナル - 電気通信振興会（旧名「電気通信時報」、1984-）
- 日本データ通信 - 日本データ通信協会、隔月刊（1977-）
- NTT技術ジャーナル - 電気通信協会
- テレコミュニケーション (雑誌) - リックテレコム（2003年「モバイルインターネット」を吸収）

### 情報システム関連
- コンピューターテレフォニー - リックテレコム
- E・コロンブス - 東方通信社（旧名「Computer digest」→「コンピュータ・ダイジェスト」、1975-）
- 行政&情報システム - 行政情報システム研究所（旧名「行政とADP」→「行政&ADP」、1965-）
- JISA quarterly - 情報サービス産業協会 季刊（旧名「情報サービス産業協会報」→「JISA会報」→「JISA」→「JISA会報」、1987-）
- 日経systems - 日経BP社（「IT professionals」と「日経システム構築」を合併、2006-）
- CIO : Business technology leadership - IDGインタラクティブ（2000-）
- アイティセレクト - アイティメディア（旧名「ITセレクト」「ITセレクト2.0」、2001-2010、以降電子化）
- 情シスの現場 - 翔泳社 隔月（2008-）
- PM magazine - 翔泳社（2004-）
- 日経ネットワーク
- 日経コンピュータ

## 情報管理関係
- 情報の科学と技術
- レコード・マネジメント（記録管理学会誌）
- 図書館雑誌 - 日本図書館協会
- 情報管理 (雑誌) - 科学技術振興機構

## 放送関係
- 放送技術 (雑誌) - 兼六館出版
- NHK技研R&D - 日本放送協会放送技術研究所（1988年「NHK技研月報」→「技研月報」（1958-）と「NHK技術研究」（1949-）を合併）
- 民間放送 (雑誌) - 日本民間放送連盟
- 放送文化 - 日本放送出版協会（2001年11月-2002年10月「HB」、1994-）
- New Media - ニューメディア（旧名「New media」→「ニュー メディア」、1983-）
- 放送界 - マスコミ研究会（1960-）

## 時計
- 世界の腕時計：World wrist watch time spec - ワールドフォトプレス 季刊(1990-)
- マイクロメカトロニクス - 日本時計学会 半年刊(継続前誌「日本時計学会誌」、1957-)

## 包装
- 包装技術 (雑誌) - 日本包装技術協会（1963-）
- 食品包装 (雑誌) - 日報アイ・ビー（継続前誌「新しい包装」→「Packs」→「フードパッケージング」→「Packpia」、1957-）
- Carton box - 日報アイ・ビー（継続前誌「月刊紙器・段ボールの技術」、1957-）
- コンバーテック - 加工技術研究会（旧名「紙とプラスチック」、1973-）
- 食品と容器 - 缶詰技術研究会（継続前誌「缶詰技術」、1960-）

## 空気調和・熱関係
- 冷凍と空調 - 日本冷凍空調工業会（「冷凍と冷房」の改題）
- 冷凍 (雑誌) - 日本冷凍空調学会（継続前誌「日本冷凍協会誌」、1926-）
- 保温 (雑誌) - 日本保温保冷工業協会 年2回刊（1953-）
- 熱供給 (雑誌) - 日本熱供給事業協会（1990-）
- BEE (雑誌) - 日本ビルエネルギー総合管理技術協会（継続前誌「エネ協ニュース」、1978-）

## その他工学関係
- 標準化と品質管理 - 日本規格協会（「標準化」「海外規格情報」「JISニューズ」を合併）
- アイソス - システム規格社（旧名「システム規格」1996-）
- 信頼性 (雑誌) - 日本信頼性学会
- 安全工学 (雑誌) - 安全工学会
- プラントエンジニア - 日本プラントメンテナンス協会（当初は日本能率協会）（1969-）
- 日本プラント協会会報 - 日本プラント協会（1956-2003）
- ビルメンテナンス (雑誌) - 全国ビルメンテナンス協会
- 保全学 (雑誌) - 日本保全学会
- ヒューマンファクターズ - 日本プラント・ヒューマンファクター学会、半年刊（継続前誌「日本プラント・ヒューマンファクター学会誌」、1996-）
- 科学と工業 - 大阪工研協会
- 生産研究 (雑誌) - 東京大学生産技術研究所、隔月刊（1949-）
- MHジャーナル - 日本マテリアルハンドリング協会、季刊（1987-）
- リーダーシップ (雑誌) - 日本監督士協会
- バリューエンジニアリング (雑誌) - 日本バリュー・エンジニアリング協会（1967-）
- 技あり (雑誌) - 全国技能士会連合会、年2回刊
- 工業英語ジャーナル - 日本工業英語協会、年4回刊（1981-）
- Isotope News - 日本アイソトープ協会（継続前誌「日本放射性同位元素協会ニュース、1952-）
- 放射線と産業 - 放射線利用振興協会（1976-）
- 保健物理 (雑誌) - 日本保健物理学会（1966-）

## 航空産業
- 航空技術 (雑誌) - 日本航空技術協会（1955-）
- Space (雑誌) - ジャパンプレス社(1971-)
- 航空と文化 - 日本航空協会 季刊(1980-)
- Airline - イカロス出版(1980-)

## 自動車雑誌

### 自動車産業
- 自動車工業：JAMAGAZINE - 日本自動車工業会
- 自動車工学 (雑誌) - 鉄道日本社
- 自動車販売 (雑誌) - 日本自動車販売協会連合会
- 産業車両 (雑誌) - 日本産業車両協会
- 軽自動車情報 - 全国軽自動車協会連合会
- Mobi 21 - 日刊自動車新聞社
- 月刊自動車部品 - 日本自動車部品工業会
- オートパーツマーケット - 自動車新聞社 隔月刊

### 自動車技術雑誌
- 自動車技術 (雑誌) - 自動車技術会(1950-)
- 月刊自家用車 - 内外出版社(1959-)
- 月刊技術情報 - 日本自動車整備振興会連合会(1970-)
- 月刊整備界 - せいび広報社(1970-)
- 自動車セミナー - 交文社
- Toyota technical review - トヨタ自動車技術管理部 半年刊(継続前誌「トヨタ技術」、1953-)
- 日産技報 - 日産自動車総合研究所社会・フロンティア研究室 半年刊(1965-)
- Honda R&D technical review - 本田技術研究所 半年刊(1989-)
- Technical review (雑誌) - 三菱自動車工業 年刊(継続前誌「テクニカルレビュー」、1988-)
- Suzuki technical review - スズキ 年刊(継続前誌「スズキ技報」)
- マツダ技報 - マツダ商品戦略本部技術企画部(1983-2009、以降電子化)

### 大型・産業用車両
- 月刊ニュートラック - 日新出版 (継続前誌「特装車」→「特装車とトレーラ」→「New truck」、1969-)
- ワーキングビークルズ - ぽると出版(1996-)
- バスラマ・インターナショナル - ぽると出版
- バスマガジン - 講談社ビーシー

### 旧車雑誌
- Old-timer - 八重洲出版
- Nostalgic Hero - 芸文社

### オートバイ雑誌
- オートバイ - モーターマガジン社 (1923 - )
- ミスターバイク - モーターマガジン社 (1976 - 2010)
- ミスターバイクBG - モーターマガジン社 (1985 - )
- GOGLE - モーターマガジン社 (1984 - )
- RIDERS CLUB - エイ出版社 (1978 - )
- CLUB HARLEY - エイ出版社 (1998 - )
- BikeJIN - エイ出版社 (2002 - )
- Scooterfan - 八重洲出版 (1998 - 2009)
- モーターサイクリスト - 八重洲出版 (1951 - )
- 別冊モーターサイクリスト - 八重洲出版 (1978 - )
- ヤングマシン - 内外出版社 (1972 - )
- BiG MACHINE - 内外出版社 (1994 - )
- アウトライダー - ミリオン出版→立風書房→学習研究社→バイクブロス (1986 - )
- バリバリマシン - 平和出版 (1986 - 2002)
- モト・ライダー - 三栄書房 (1976 - 1989)

## 軍事関係雑誌

### 軍用車両
- PANZER（アルゴノート社）
- グランドパワー（ガリレオ出版）

### 陸上関係
- ストライク アンド タクティカルマガジン（通称：SATマガジン）（大日本絵画1号～4号）（オデッセウス出版5号～7号）（エアワールド社8号～20号）（カマド出版21号～）
- Jグランド（イカロス出版）

### 海上関係
- 世界の艦船（海人社）
- Jシップス（イカロス出版）
- Proceedings (雑誌)
- Marine Corps Gazette
- Naval Review
- Naval History
- 水交 (雑誌) - 水交会（1952-）

### 航空関係
- 航空情報（酣燈社）
- エアワールド（エアワールド社）
- 航空ファン（文林堂）
- Jウイング（イカロス出版）
- シュナイダー（ネコパブリッシング）

### 軍事の総合及び関連
- 軍事研究（ジャパンミリタリーレビュー）
- 丸（潮書房）
- 歴史群像（学習研究社）
- ミリタリークラシック（イカロス出版）
- セキュリタリアン（防衛弘済会（通巻574号で休刊）
- 日本の風（防衛弘済会）（通巻6号で休刊）
- MAMOR（マモル）（扶桑社）
- 防衛技術ジャーナル（防衛技術協会）
- 軍縮問題資料（宇都宮軍縮研究室・軍縮市民の会）
- 治安フォーラム（立花書房）
- 問題と研究
- 安全保障を考える - 安全保障懇話会
- 国際安全保障 - 国際安全保障学会、季刊（継続前誌「新防衛論集」1973-）
- 安全保障と危機管理 - 日本安全保障・危機管理学会、季刊（2007-）
- 日本戦略研究フォーラム季報 - NPO日本戦略研究フォーラム、季刊（旧名「日本戦略研究フォーラム会誌」1999-）
- 陸戦研究（陸戦学会）
- 波涛（海上自衛隊幹部学校兵術同好会; 通巻250号で廃刊）
- 鵬友（航空自衛隊幹部学校幹部会）

### 銃器及びトイガン
- 月刊Gun（国際出版）
  - 月刊Gun Professionals（ホビージャパン）
- アームズマガジン（ホビージャパン）
- コンバットマガジン（ワールドフォトプレス）
- ミリタリートイズ（八重洲出版）
- ストライク アンド タクティカルマガジン（SATマカジン）（カマド）
- 月刊モデルガンチャレンジャー（ダイヤモンド／話の特集）

### 中華人民共和国
- 解放軍報
- 漢和防務評論 - Kanwa Defense Review
- 兵器知識 -
- 艦船知識 -
- 航空知識 - 中国航空協会
- 現代艦船 軍事広角 - 現代艦船雑誌社
- 現代兵器 - 中国兵器工業集団公司
- 軍事史林 - 軍事史林雑誌社
- 現代軍事 - 現代軍事雑誌社
- 坦克装甲車輌 - 中国北方車輌研究所
- 軍事文摘 - 軍事文摘雑誌社

### その他日本国外発行
- Jane's Defence Weekly
- Raids
- Canadian Military Journal
- Indian Defence Review - 外部リンク
- World Defense Review of military affairs and foreign policy news - 外部リンク
- Strategic Defence Review -
- Stars & Stripes - 星条旗新聞
- SIGNAL Magazine (official publication of AFCEA) -
- Small Wars Journal -
- Soldier Magazine -
- Warship (journal) -
- Moscow Defense Brief -
- Gazette des armes -
- Ptisi & Diastima -
- Hrvatski vojnik -
- Esprit de Corps (magazine) -
- Aviation Week & Space Technology -
- Military Illustrated -

## 警察関係雑誌
- 警察時報
- 警察公論
- ポリスマガジン
- BAN

## 警備業
- Security time - 全国警備業協会
- セキュリティ研究 - セキュリティスペシャリスト協会
- 警備評論 - 警備評論社
- 防犯設備 - 日本防犯設備協会 季刊

## 消防関係雑誌
- 月刊消防
- 近代消防
- 消防時代 - 消防時代
- 火災 (雑誌) - 日本火災学会（1951-）
- Jレスキュー- イカロス出版　隔月刊
- 日本の消防車 - イカロス出版　年1回発行

## 医療雑誌
- 先端医療 (雑誌)
- 最新治療 (雑誌)
- 歯科医学 (雑誌)
- 月刊ばんぶう（月刊）
- メディカル朝日
- ヘルスケアレストラン
- 日経メディカル
- Naotta! 治った
- 医道の日本（月刊）
- 鍼灸OSAKA（年4回）
- 東洋医学鍼灸ジャーナル（隔月刊）
- 週刊あはきワールド
- レジデントノート - 羊土社
- レジデント (雑誌) - 医学出版
- 診断と治療 - 診断と治療社
- 防衛衛生 - 防衛衛生協会
- Military Medical Business
- Medical journalist - 日本医学ジャーナリスト協会（1990-）

### 診療科・分野別雑誌
- 小児科診療 (雑誌) - 診断と治療社（1953-）
- 産科と婦人科 - 診断と治療社（1933-）
- チャイルドヘルス - 診断と治療社（1998-）
- ねむりと医療 - 先端医学社、季刊（2008-）
- 炎症と免疫 - 先端医学社、隔月刊（1993-）
- 実験医学 (雑誌) - 羊土社（1983-）
- 腫瘍内科 (雑誌) - 科学評論社（2007-）
- 腎臓 (雑誌) - 日本腎臓財団、年3回刊（1978-）
- 外科 (雑誌) - 南江堂（1937-）
- 整形外科 (雑誌) - 南江堂（1950-）
- 臨床バイオメカニクス - 日本臨床バイオメカニクス学会、年刊（継続前誌「整形外科バイオメカニクス」→「日本臨床バイオメカニクス学会誌」、1980-）
- 耳鼻咽喉科・頭頸部外科 - 医学書院（継続前誌「耳鼻咽喉科」、1928-）
- 麻酔 (雑誌) - 克誠堂出版（1952-）

### 医療経営
- Phase3 : 最新医療経営 - 日本医療企画（2004年「MMP」を吸収、1984-）
- 月刊医療情報 - 日本出版弘報センター（1984-）
- 病院 (雑誌) - 医学書院（1949-）
- 日本病院会雑誌 - 日本病院会（1975-）
- 医療経営情報 - エルゼビア・ジャパン 隔月刊（1984-2011）
- 病院経営 (雑誌) - 産労総合研究所 半月刊（継続前誌「病院経営. 賃金・労務編」→「病院賃金労務事情」→「病院経営新事情」→「医療経営最前線. 経営実践編」、1991-2009）

### 医療機器
- 医療と検査機器 - ラボ・サービス/宇宙堂八木書店
- 画像診断 (雑誌) - 秀潤社
- DIGITAL MEDICINE（隔月刊）
- 月刊新医療 - エム・イー振興協会（1974年は「医療と産業」、1974-）
- 医療機器学 - 日本医療機器学会（継続前誌「医科器械学雑誌」→「医科器械学」、1923-）
- ホームヘルス機器 - 日本ホームヘルス機器協会 隔月刊（継続前誌「健康機器」、1973-）

### 医薬品関係
- 調剤と情報 - じほう
- 月刊薬事 - じほう
- 薬局 (雑誌) - 南山堂
- Drug magazine - ドラッグマガジン（1958-）
- 国際医薬品情報 - 国際商業出版 月2回刊（1972-）
- 医薬経済 - 医薬経済社 月2回刊（旧名「旬刊医薬経済」）
- ミクス (雑誌) - エルゼビア・ジャパン（継続前誌「ディテールマン」、1973-）
- 日経ドラッグインフォメーションpremium - 日経BP社（旧名「日経ドラッグインフォメーション」、1998-）

### 歯科
- アポロニア21 - 日本歯科新聞社

## 福祉、介護関係
- シニアビジネスマーケット - 綜合ユニコム
- 福祉環境 (雑誌) - ED研究所
- 高齢社会ジャーナル - CMPジャパン
- 介護保険 (雑誌) - 法研
- 介護保険情報 - 社会保険研究所
- 福祉介護テクノプラス - 日本工業出版

## 健康雑誌
- 壮快 （マキノ出版）
- 暮しと健康 （保健同人社）
- 健康 （主婦の友社）
- 健康ファミリー （文理書院）
- きょうの健康 （NHK出版）
- セラピスト (雑誌) （ビーエービージャパン）
- 安心 (雑誌) （マキノ出版）
- ゆほびか （マキノ出版）
- 健康365 （エイチアンドアイ）
- わかさ （わかさ出版）
- 夢21 （わかさ出版）
- はつらつ元気 （芸文社）
- からだにいいこと （祥伝社）

## 料理雑誌
- 栄養と料理 - 女子栄養大学出版部
- きょうの料理
- レタスクラブ
- 料理王国 - アビーハウス
- おかずのクッキング - テレビ朝日コンテンツビジネスセンター、隔月刊（1979-）

## 農業
- aff（あふ） - 農林水産省
- 農業と経済 - 昭和堂
- 農業経営者 (雑誌) - 農業技術通信社
- 現代農業 (雑誌) - 農文協
- 土と健康 - 日本有機農業研究会
- 食糧ジャーナル - 食糧問題研究所（1986-）
- 月刊AMJ - マーケティングジャーナル（1981-1986は「月刊農機ジャーナル」、1973-）
- 技術と普及 - 全国農業改良普及支援協会(1964-)

### 花卉園芸商品
- 農業と園芸 - 誠光堂新光社
- 野菜情報 - 農畜産業振興機構（2004-）
- 施設と園芸 - 日本施設園芸協会（1973-）
- 農耕と園芸 - 誠文堂新光社（1946-）
- 果実日本 - 日本園芸農業協同組合連合会（1946-）
- 果汁協会報 - 日本果汁協会（旧名「果研月報」、1963-）

## 園芸（趣味）
- フローリスト - 誠文堂新光社（1984-）

## 林業
- 木材情報 - 日本木材総合情報センター（1991-）
- 現代林業 - 全国林業改良普及協会（継続前誌「通信研修テキスト」）
- 山林 (雑誌) - 大日本山林会（旧名「大日本山林会報」、1881-）
- 日本林業 (雑誌) - （2009年より電子配布、1949-）
- 森林技術 - 日本林業協会（継続前誌「こだま」→「興林こだま」→「林業技術」、1922-）
- 機械化林業 - 林業機械化協会 （継続前誌「林業機械化情報」、1949-）

## 畜産業
- 飼料と畜産 - 飼料日報社
- 酪農ジャーナル - 酪農学園大学エクステンションセンター（旧名「酪農の学校」→「近代酪農」）
- 肉牛ジャーナル - 肉牛新報社（1988-）
- 月刊養豚情報 - 鶏卵肉情報センター（旧名「養豚」）
- 畜産コンサルタント - 中央畜産会（1965-）
- デーリィ・ジャパン - デーリィ・ジャパン社（1956-）
- 養牛の友 - 日本畜産振興会（1976-）
- 養豚界 - チクサン出版社（1966-）
- 鶏卵肉情報 - 鶏卵肉情報センター、月2回刊（継続前誌「週刊鶏卵肉情報」、1971-）
- シープジャパン - 畜産技術協会、季刊（1991-）
- 動検時報 - 農林水産省動物検疫所

## 水産業
- アクアネット (雑誌) - 湊文社（1998-）
- 月刊かん水 - 全国海水養魚協会（1964-）
- 水産界 (雑誌) - 大日本水産会（明治大正期は「大日本水産会報」、1881-）
- 養殖 (雑誌) - 緑書房（1964-）
- おさかな瓦版 - 水産総合研究センター（2006-）

## 食品生産業
- 月刊食品工場長 - 日本食料新聞社
- 食品工業 (雑誌) - 光琳
- 月刊HACCP - 鶏卵肉情報センター
- 明日の食品産業 - 食品産業センター
- 海外の食品産業 - 日本貿易振興機構 隔月刊
- 食品と開発 - UBMメディア
- 総合食品 (雑誌) - 総合食品研究所
- 食品需給レポート - 食品需給研究センター
- 食品商業 (雑誌) - 商業界
- ジャパン・フードサイエンス - 日本食品出版
- フードリサーチ - 食品研究社
- 食と健康 - 日本食品衛生協会（継続前誌「食品界」→「食品と営業」→「食品衛生」）
- 米と流通 - 食品産業新聞社
- 精米工業 (雑誌) - 日本精米工業会 隔月刊
- 麺 (雑誌) - 日本麺類業団体連合会
- 麺業界 - 食品産業新聞社大阪支局
- 乳業ジャーナル - 乳業ジャーナル
- ミート・ジャーナル - 食肉通信社
- 缶詰時報 - 日本缶詰協会
- 製菓製パン - 製菓実験社
- アイスクリームレビュー - アイスクリーム流通新聞社 隔月刊
- 冷凍食品情報 - 日本冷凍食品協会
- 砂糖類情報 - 農畜産業振興機構（1996-）

### 健康食品産業
- 食品と開発 - UBMメディア（継続前誌「漬物と技術」→「食品科学」→「月刊食品」）
- Food style 21 - 食品化学新聞社（1997-）
- ジャパンフードサイエンス - 日本食品出版(1962-)

### 飲料産業
- Beverage Japan - ビバリッジジャパン社（1978-）
- 紅茶会報 - 日本紅茶協会（1986-2010、以降電子化）
- 酒販ニュース - 醸造産業新聞社（1960-）

## 外食産業
- 外食関連企業動向情報 - 外食産業総合調査研究センター
- 近代食堂 - 旭屋出版
- 飲食店経営 - 商業界
- 月刊食堂 - 柴田書店
- FOOD LIFE - 総合食品研究所

### 給食
- すこやか - 学校給食研究改善協会、年3回刊（1980-）

## 小売・卸売、流通業
- 商業界 - 商業界（1948-2020）
- チャネラー - チャネラー（1965-2005）
- コンビニ (雑誌) - 商業界→アールアイシー（1998-）
- 激流 (雑誌) - 国際商業出版（1976-）
- 販売革新 - 商業界（1963-2020）
- Chain store age - ダイヤモンド・フリードマン社 半月刊（旧名「Chain store age news」、1971-）
- Franchise age - 日本フランチャイズチェーン協会 隔月刊（1972-）
- ストアーズレポート - ストアーズ社（旧名「デパートニューズ調査月報」、1960-）
- ボランタリーチェーン - 日本ボランタリー・チェーン協会、隔月刊（継続前誌「月刊ボランタリー」、1969-）
- SC JAPAN TODAY - 日本ショッピングセンター協会、月刊（旧名「ザ・ショッピングセンター、URERU」、1973年-）

### 家電販売
- IT&家電ビジネス - リック（継続前誌「家電ビジネス」、「PC trader」を合併、1977-）
- 向上の電化 - 日刊電気通信社（継続前誌「日刊電気通信. 電機器商況版」）
- 技術営業 (雑誌) - リック（1974-）

## 法律雑誌

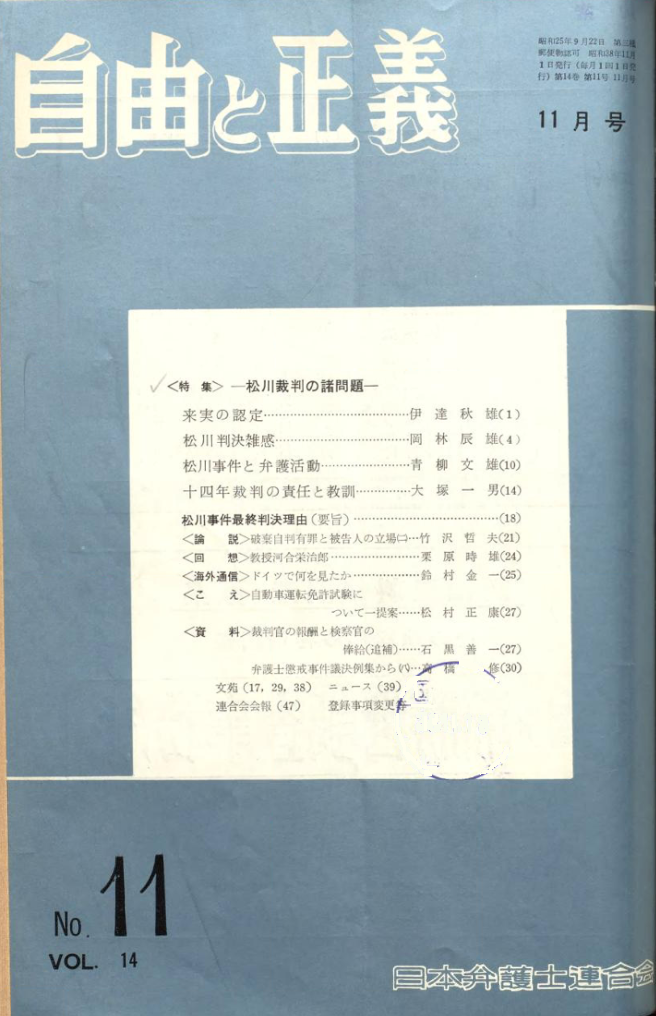
『自由と正義』1963年11月号

- 法律時報(日本評論社)（月刊） （略称 法時）- 創刊1929年
- 時の法令 - 雅粒社
- 判例タイムズ(判例タイムズ社)（月2回）（略称 判タ） - 創刊1948年 判例タイムズ
- ジュリスト(有斐閣)（原則月2回） （略称 ジュリ）- 創刊1952年 ジュリスト
- 金融法務事情(きんざい) - 創刊1952年 金融法務事情
- 判例時報(判例時報社)（旬刊）（略称 判時） - 創刊1953年 月初めの号に判例評論が付録としてついてくる
- 旬刊商事法務(商事法務) - 創刊1955年（1972年まで「旬刊商事法務研究」） 旬刊商事法務
- 金融・商事判例(経済法令研究会) - 創刊1966年
- 労働判例(産労総合研究所)（略称 労判） - 創刊1967年 労働判例
- 労働法律旬報（旬報社）（略称 労旬）
- NBL(商事法務) - 創刊1971年（1972年まで「New business law」） NBL
- 法学教室(有斐閣)（月刊）（略称 法教） - 創刊1980年
- 法学セミナー(日本評論社)（月刊）（略称 法セミ）
- 自由と正義(日本弁護士連合会) 弁護士の懲戒公告が掲載される
- 銀行法務21(経済法令研究会) - （旧「手形研究」） 銀行法務21
- 法曹時報(法曹会)（月刊）（略称 曹時） 最高裁調査官解説が最初に掲載される
- 民商法雑誌(有斐閣)（月刊）（略称 民商）- 創刊1935年
- 公正取引(公正取引協会)
- JCAジャーナル(国際商事仲裁協会)
- 月報司法書士(日本司法書士会連合会)（月刊） 月報司法書士
- THINK(日本司法書士会連合会)（年刊） THINK
- 不動産法律セミナー(東京法経学院出版)（月刊）
- 法学論叢（京都大学法学会）・（原則月刊）京都大学法学会
- 法学研究(慶應義塾大学出版会)（月刊）（略称 法研）- 創刊1969年
- 法学協会雑誌（東京大学）
- 民事訴訟雑誌（日本民事訴訟法学会）
- 外国の立法 - 国立国会図書館調査及び立法考査局編
- 立法と調査 - 参友会

## 特許、知的財産
- A.I.P.P.I.(Journal of the Japanese Group of the International Association for the Protection of Intellectual Property) - 日本国際知的財産保護協会（旧名「国際工業所有権保護協会日本部会・会報」→「国際工業所有権保護協会日本部会月報」1956-）
- 知財管理 (雑誌) - 日本知的財産協会（旧名「特許管理」、1951-）
- 知財ぷりずむ - 経済産業調査会知的財産情報センター（2002-）
- 特許研究 (雑誌) - 工業所有権情報・研修館特許研究室（1986-）

## 会計雑誌
- JICPAジャーナル （日本公認会計士協会）（月刊）
- 企業会計 （中央経済社）（月刊）
- 産業経理 （産業経理協会）（月刊）
- 會計 （森山書店）（月刊）

## 消費者金融、クレジット産業
- 月刊消費者信用 - 金融財政事情研究会(1983-)
- クレジットエイジ - JCFA(継続前誌「月刊クレジットエイジ」→「Credit age」、1980-)
- Card wave - eCure(1988-)

## 広告
- ブレーン (雑誌) - 宣伝会議（1961-）
- 宣伝会議 - 宣伝会議（1954-）
- 環境ビジネス (雑誌) - 日本ビジネス出版、隔月刊（旧名「環境マーケティングビジネス」2002-）
- Top promotions販促会議 - 宣伝会議新社（1998-）
- 企業と広告 - チャネル(1975-)
- 広告ジャーナル - 広告ジャーナル社(1964-)
- 広告月報 - 朝日新聞社(1960-2009)
- JAAA reports - 日本広告業協会（「日本新聞放送広告業者協会報」の改題、1968-）
- Pop eye - 総合報道 季刊(1969-)
- Advertising (雑誌) - 電通（継続前誌「マーケッティング・広告」→「Marketingと広告」→「マーケティングと広告」→「月刊アドバタイジング」、1956-）
- 日経広告手帖 - 日本経済新聞社(1957-2009)
- ADビジネス - 中央通信研究所(継続前誌「月刊テレビジョンリポート」→「テレビラジオリポート」→「ADビジネス」)
- 広告 (雑誌) - 博報堂 季刊(継続前誌「博報堂月報」、1948-)
- 全広連 - 全日本広告連盟(継続前誌「東京広告協会報」→「全広連報」、1947-)
- Signs in Japan - 全日本屋外広告業団体連合会 季刊(1976-)
- サイン&ディスプレイ - マスコミ文化協会(継続前誌「月刊屋内外広告」→「アド・サイン」、1964-)

### 広告デザイン
- Axis (雑誌) - アクシス 隔月刊(1981-)
- コマーシャル・フォト - 玄光社(1960-)
- アイデア (雑誌) - 誠文堂新光社(1953-)
- +Designing - 毎日コミュニケーションズ(2007-)
- DAMN
- +81 - 河出書房新社
- コマーシャル フォト
- Wallpaper (magazine) - IPC Media(1996-)

## 美術デザイン・クリエイティブ関係雑誌
- イラストレーション
- Web Designing
- web creators
- Web STRATEGY
- 日経デザイン
- デザインの現場
- DESIGN
- MdN
- DTP WORLD

## 保険
- 月刊ライト - 保険銀行日報社（1956-）
- 生命保険経営 - 生命保険経営学会 隔月刊

## 不動産
- CRI : Comprehensive real-estate information - 長谷工総合研究所（「CRI 首都圏版」と「CRI 近畿版」を合併）
- 月刊不動産流通 - 不動産流通研究所
- 日経不動産マーケット情報 - 日経BP社（2002-）
- 不動産鑑定 (雑誌) - 住宅新報社（1964-）

## 住宅販売
- 住宅 (雑誌) - 日本住宅協会（1954-）
- 新住宅ジャーナル - エルエルアイ出版（旧名「New housing journal」2008-、「週刊住宅ジャーナル」→「住宅ジャーナル」の後継誌）
- 月刊ハウジングデータ - 住宅金融普及協会（1993-）
- ハウジング・トリビューン - 創樹社
- ヤノ・レポート - 矢野経済研究所

## 文芸誌 （文学雑誌）

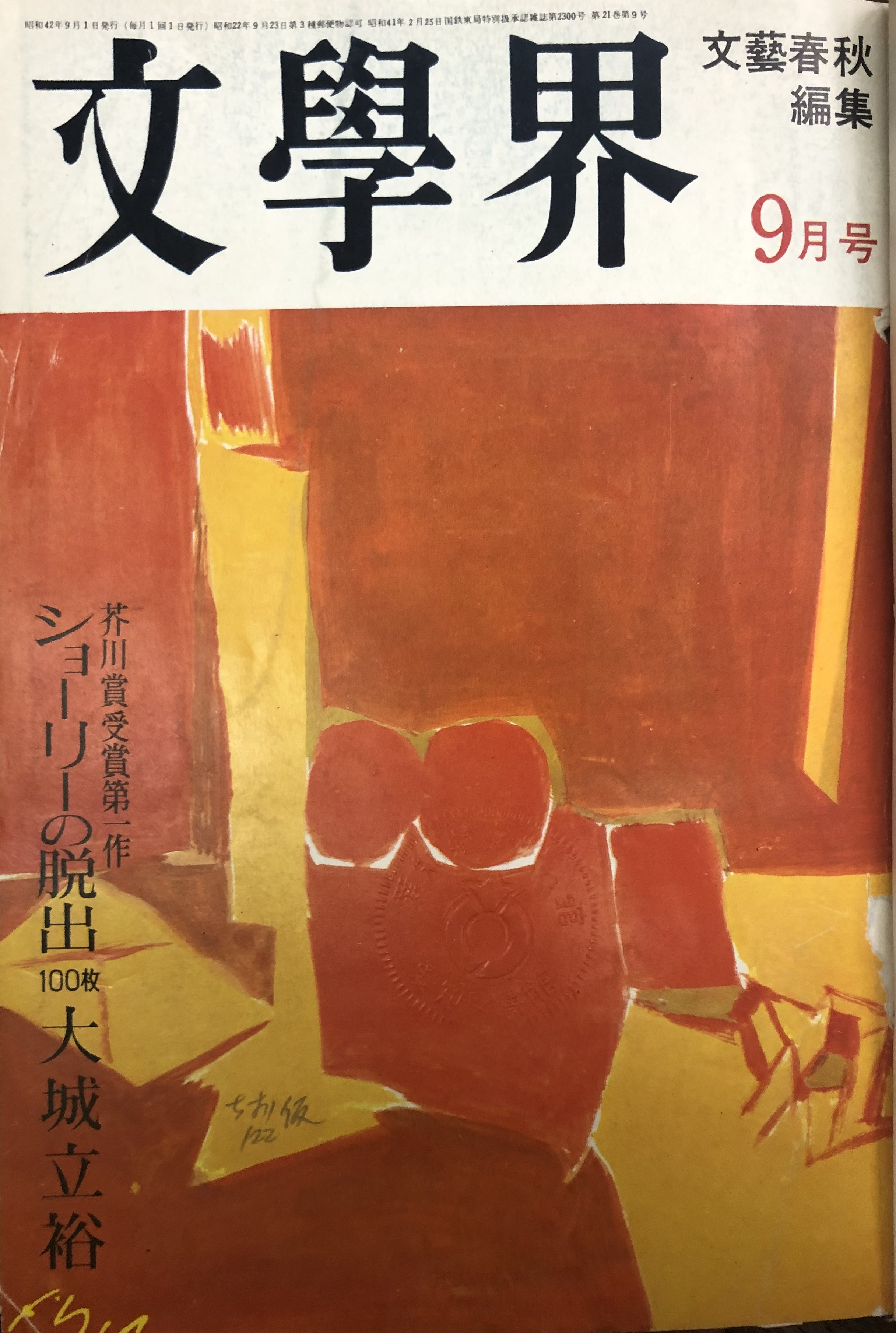
『文學界』1967年9月号

- 群像
- 新潮
- 文學界
- すばる
- 文藝
- 民主文学
- オール讀物
- 小説すばる
- 小説現代
- 海 （休刊）
- 海燕（休刊）
- SFマガジン （早川書房）
- ミステリマガジン （早川書房）
- メフィスト
- 本の旅人
- 本の雑誌 （本の雑誌社）

### 短歌総合誌
- 短歌 （角川学芸出版）
- 短歌研究 （短歌研究社）
- 短歌現代 （短歌新聞社）
- 歌壇 （本阿弥書店）
- 短歌往来 （ながらみ書房）
- 短歌ヴァーサス （風媒社）

### 俳句総合誌
- 俳句 （角川学芸出版）
- 俳句研究 （富士見書房）
- 俳壇 （本阿弥書店）

### 詩歌総合誌
- ユリイカ （青土社）
- 現代詩手帖 （思潮社）
- 詩学 (雑誌) （詩学社）
- 詩と思想 （土曜美術社出版販売）
- 詩人会議 （詩人会議）
- ココア共和国 （あきは詩書工房）
- midnight perss （ミッドナイト・プレス）
- MY詩集 （マイ詩集社／MY詩集編集部）

### 研究啓蒙誌
- 国文学解釈と鑑賞（ぎょうせい）
- 文学（岩波書店）
- 國文學（学燈社、休刊）

## オーディオ雑誌
- STEREO SOUND（ステレオサウンド社）
- stereo（音楽之友社）
- AudioAccessory（音元出版）
- MJ無線と実験（誠文堂新光社）
- ラジオ技術（アイエー出版）

## お笑い雑誌
- お笑いTYPHOON!JAPAN
- お笑いポポロ
- マンスリーよしもと
- 笑芸人

## 娯楽・パチンコ産業
- PLAYGRAPH - プレイグラフ社(1964-)
- レジャー産業資料 - 綜合ユニコム（1968-）
- 遊技通信 - 遊技通信社
- Green belt - アド・サークル
- Amusement Japan - アミューズメントプレスジャパン
- 娯楽産業 (雑誌) - 娯楽産業協会（1964-）

## 美容産業
- エステネット - 新美容出版（2000-2010）
- Esthetique - 日本エステティック協会（1975-）
- Aromatopia : the journal of aromatherapy & natural medicine - フレグランスジャーナル社（1992-）

## 化粧品・トイレタリー産業
- beauty business - ビューティビジネス 年4回刊（1975-）
- 国際商業 (雑誌) - 国際商業出版 月刊(「ケミカルレビュー」を改題、1968-)
- Marketing report. Health beauty amenity - 富士経済（「Fuji M.Rマーケティング・レポート. 医薬化粧品シリーズ」から分割、1963-）
- C & T : Beauty science - 週刊粧業 季刊（1986-）
- Cosmetic Stage - 技術情報協会 隔月刊(2006-)
- Fragrance Journal - フレグランスジャーナル社(1973-)

## 宝飾品産業
- Jewel (雑誌) - レーヌ出版 年10回刊(1973-)
- とうきょうジュエラーズ - 柏書店松原(1995-2009)

## クリーニング
- リネンサプライ (雑誌) - 日本リネンサプライ協会（1984-）
- Cleaning news - 全国クリーニング生活衛生同業組合連合会（継続前誌「クリーナー」、1956-）

## ペット産業
- ペット経営 - 野生社(1973-2010)
- Petpage - 動物の企画社（2008-）
- 愛玩動物 (雑誌) - 日本愛玩動物協会 隔月刊（1979-）

## 自転車
- funride - アールビーズ

## 旅・アウトドア雑誌
- 山と渓谷
- 岳人（東京新聞社）
- BE-PAL（小学館）
- 旅と鉄道
- Hawaii Lani
- 新ハイキング - 新ハイキング社
- 月刊GARRRV - 実業之日本社
- BIRDER - 文一総合出版（継続前誌「日本の生物」、1987-）

## レジャー・観光産業
- レジャー産業資料 - 綜合ユニコム（1968-）
- 国際観光情報 - 国際観光サービスセンター（継続前誌「ITCJジャーナル」、2005-）
- 観光とまちづくり - 日本観光振興協会 季刊（継続前誌「観光」、1964-）
- JATA communication - 日本旅行業協会 隔月刊（2001-）
- 月刊ホテル旅館 - 柴田書店（継続前誌「月刊ホテル旅館・観光」、1964-）
- Hotel review - 日本ホテル協会（1950-）

## アダルト雑誌

### ゲイ雑誌
- 薔薇族
- SAMSON
- Badi（バディ）
- G-men
- アドン
- さぶ
- The Gay
- アドニス
- 薔薇 (雑誌)
- 同好

### レズビアン雑誌
- ラブリス
- ラブリス・ダッシュ
- フリーネ
- カーミラ（Carmilla） - 2002年創刊、2005年廃刊。
- アニース（anise）

### SM・風俗・フェティッシュ雑誌
- 裏窓
- 奇譚クラブ
- 風俗奇譚
- SM奇譚
- あまとりあ
- 風俗科学
- 人間探究
- 風俗草紙
- 風俗クラブ
- SMセレクト
- SMマガジン
- S&Mスナイパー
- SM-Z

### アダルトビデオ雑誌
- ビデオボーイ - 英知出版（1984 - 2013）
- 月刊FANZA - ジーオーティー（継続前誌「月刊DMM」、2000-）
- 月刊ソフト・オン・デマンド - ソフト・オン・デマンド（継続前誌「月刊ソフト・オン・デマンドDVD」、2003-）

## その他
- 月刊トイジャーナル
- Lease - リース事業協会（1972-）
- 人材ビジネス - オピニオン（旧名「月刊人材派遣」、1986-）

### 書籍
- 『雑誌 新聞 総合カタログ』2011年度版、メディア・リサーチセンター株式会社

### ウェブサイト
- 国立国会図書館リサーチ・ナビ
  - 電子部品・半導体技術に関する主要専門雑誌
  - 繊維技術に関する主要専門雑誌
  - 医薬品産業に関する主要専門雑誌
  - 外食産業に関する主要専門雑誌
  - 食品産業に関する主要専門雑誌
  - 化粧品・トイレタリー産業に関する主要専門雑誌
  - 医療機器産業に関する主要専門雑誌
  - ペット産業に関する主要専門雑誌
  - 化学産業に関する主要専門雑誌
  - 人材ビジネスに関する主要専門雑誌
  - 繊維・アパレル産業に関する主要専門雑誌
  - 電気機器（家電・照明）産業に関する主要専門雑誌
  - 情報通信機器産業（パソコン・携帯電話など）に関する主要専門雑誌
  - 介護ビジネスに関する主要専門雑誌
  - 健康・美容産業（フィットネス・エステなど）に関する主要専門雑誌
  - 健康食品産業に関する主要専門雑誌
  - 自動車産業に関する主要専門雑誌
  - 防犯・防災産業に関する主要専門雑誌
  - 包装・容器関連産業に関する主要専門雑誌
  - 観光・宿泊産業に関する主要専門雑誌
  - 建材・建築資材産業に関する主要専門雑誌
  - 建設業に関する主要専門雑誌
  - レンタル・リース業に関する主要専門雑誌
  - 家具産業に関する主要専門雑誌
  - 鉱業に関する主要専門雑誌
  - 時計・宝飾（ジュエリー）産業に関する主要専門雑誌
  - 広告業に関する主要専門雑誌
  - ナノテクノロジー産業に関する主要専門雑誌
  - 情報サービス産業に関する主要専門雑誌
  - 不動産業に関する主要専門雑誌
  - 通信業に関する主要専門雑誌
  - エネルギー産業に関する主要専門雑誌
  - 一般機械産業に関する主要専門雑誌
  - 高分子化学（ゴム・プラスチック）産業に関する主要専門雑誌
  - 農業（耕種・畜産）に関する主要専門雑誌
  - 林業に関する主要専門雑誌
  - 鉄鋼業に関する主要専門雑誌
  - 金属産業に関する主要専門雑誌
  - 銀行業に関する主要専門雑誌
  - 精密機器製造業（計量器・測定器・レンズなど）に関する主要専門雑誌
  - 証券業に関する主要専門雑誌
  - 飲料産業（清涼飲料水、酒類、茶・コーヒー等）に関する主要専門雑誌
  - パチンコ産業に関する主要専門雑誌
  - 住宅産業に関する主要専門雑誌
  - 漁業に関する主要専門雑誌
  - 倉庫業に関する主要専門雑誌
  - 保険業に関する主要専門雑誌
  - 医療産業（病院経営・臨床検査受託など）に関する主要専門雑誌
  - リネンサプライ・クリーニング産業に関する主要専門雑誌
  - 水運業に関する主要専門雑誌
  - 鉄道業に関する主要専門雑誌
  - 百貨店・スーパーマーケット業に関する主要専門雑誌
  - コンビニエンスストア業に関する主要専門雑誌
  - 太陽電池産業に関する主要専門雑誌
  - 出版産業に関する主要専門雑誌・新聞
  - 音楽産業に関する主要専門雑誌・新聞

- 東京都立図書館
  - 医療関係雑誌リスト
  - 企業・業界情報リスト
  - 法律・法学関係雑誌リスト

- 社団法人日本雑誌協会
  - JMPAマガジンデータ - ** 毎年『マガジンデータ』を刊行。2010年版を例に取ると81社607誌を掲載している。

- 日本貿易振興機構
  - ジェトロ・ビジネスライブラリー 各種所蔵リスト＜東京＞ - 日本国外の業界誌についてリスト化されている。

- 裳華房
  - 自然科学系の雑誌一覧（最新号の特集等タイトルとリンク）